# Kem Kem
Les Kem Kem sont un vaste plateau rocheux tabulaire semi-désertique (ou hamada) et un site paléontologique situé sur la frontière marocco-algérienne. Il ne se délimite clairement que d’un point de vue géologique.

## Géographie

### Situation
Les Kem Kem sont un plateau coincé entre la ville marocaine de Taouz, au nord et la ville algérienne de Zegdou (29° 48′ 19″ N, 4° 42′ 52″ O), au sud. Il s’agit d’une zone très étendue, longue de 250 kilomètres et située dans le Sud-Est du Maroc et dans l’Ouest de l’Algérie.

### Hydrographie
Le Tafilalet est une plaine alluviale située au nord des Kem Kem où descendent les rivières Rheris et Ziz qui prennent leurs sources dans le Haut Atlas plus au nord. Ces rivières, qui ont donné naissance aux plus grandes palmeraies du Maroc, se rejoignent au sud-ouest de la ville de Taouz pour former l’oued Daoura, artère principale qui s’enfonce dans la dalle des Kem Kem au sud-est de Taouz. Les oueds sillonnent d’un réseau très dense la surface des Kem Kem mais seule la Daoura a taillé une puissante vallée large et profonde qui traverse du nord au sud le plateau.

### Géologie

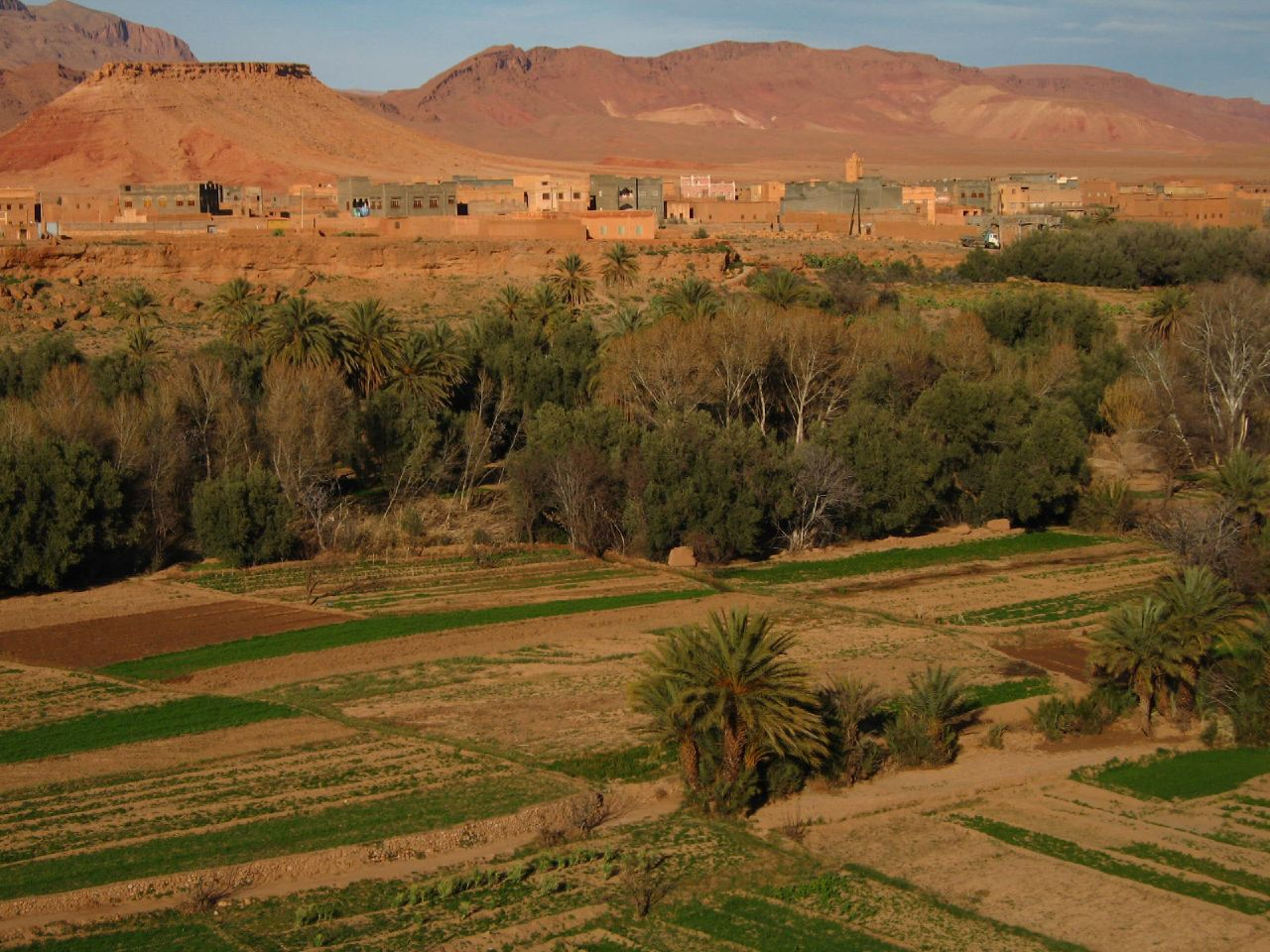
Cité d'Erfoud avec à l'arrière le plateau rocheux des Kem Kem.

Les Kem Kem sont une immense dalle couronnée de calcaire massif cénomano-turonien (Crétacé supérieur) coincée au nord-ouest par l’Anti-Atlas Paléozoïque et par trois plateaux rocheux néogènes formant un arc de cercle partant du sud-ouest et allant vers le nord-est. Il s’agit de la Hamada du Guir au nord-est, de la Hamada du Drâa au sud-ouest et enfin de la Hamada de la Daoura au sud-est. Le plateau des Kem Kem est largement entamé par l’érosion et ne laisse par endroits que des buttes témoins appelées gours lui donnant une physionomie bien particulière. Un grand nombre de fossiles de vertébrés ont été trouvés dans cette région, notamment ceux de dinosaures, de crocodyliformes et de ptérosaures.
À l’est de la Daoura, les Kem Kem Irijdalène se prolongent vers l’est jusqu’au Moungar Nebech, un feston de falaise formant l’extrémité est de la dalle des Kem Kem. Les grands Kem Kem constituent la bordure nord-ouest du plateau, à l’ouest de la Daoura et ce jusqu’à la Hamada du Drâa. Aux alentours de la ville de Zegdou s’étendent les couches gypseuses du Tizi n’Daguine qui recouvrent les calcaires marins de la dalle des Kem Kem.

## Paléofaune vertébrée

### Dinosaures
Selon le paléontologue canadien Dale Russell (1996), la proportion de dinosaures carnivores aurait été relativement importante aux Kem Kem, en particulier des spinosaures pêcheurs ; la rareté de la végétation n'aurait pas permis aux dinosaures herbivores de subsister en nombre.

### Ptérosaures
Les fossiles de ptérosaures, des reptiles volants vieux de 100 millions d'années, sont conservés dans les lits des Kem Kem : les paléontologues ont ainsi trouvé  des restes de Siroccopteryx moroccensis et de Coloborhynchus fluviferox (deux genres d'Ornithocheiridés), de Xericeps curvirostris, d’Alanqa saharica, d’Apatorhamphus gyrostega (un éventuel chaoyanyoptéridé) et d'un Tapejaridé sans nom (McPhee et al., 2020).

## Problèmes liés au commerce des fossiles
Les médias alertent sur le pillage du patrimoine paléontologique dans la zone de Kem Kem. France 2 notamment a mené une enquête (en 2019) dans la ville voisine du site, Erfoud, où des chasseurs de fossiles vendent aux touristes des pièces qu'ils ont extraites comme « souvenirs », et où les squelettes de grande valeur scientifique (plus coûteux) font l'objet d'un commerce clandestin. Selon le journal Libération, non seulement les collectionneurs, mais les musées et les universités de nombreux pays se sont approvisionnés en pièces rares au moyen de cette filière. Les problèmes que pose ce commerce sont aussi d'ordre scientifique : de nombreux paléontologues présentent des résultats à partir de fossiles dont ils ignorent le niveau stratigraphique exact, du fait que l'extraction ne se déroule pas dans des conditions régulières.